# Hedysarum carnosum
Hedysarum carnosum är en ärtväxtart som beskrevs av René Louiche Desfontaines. Hedysarum carnosum ingår i släktet buskväpplingar, och familjen ärtväxter. Inga underarter finns listade i Catalogue of Life.